# Dealu Morii
Dealu Morii – wieś w Rumunii, w okręgu Bacău, w gminie Dealu Morii. W 2011 roku liczyła 886 mieszkańców.